# K/DA
K/DA és un grup femení virtual inspirat en el K-pop que consisteix en quatre versions amb aquesta temàtica de personatges de la League of Legends: Ahri, Akali, Evelynn i Kai'Sa. Les cantants estatunidenques Madison Beer, Jaira Burns i les membres del grup (G)i-dle Miyeon i Soyeon proporcionen les veus de Evelynn, Kai'Sa, Ahri i Akali respectivament, encara que els personatges també han estat expressats per altres artistes. K/DA va ser desenvolupat per Riot Games, la companyia darrere de League of Legends, i el projecte va ser presentat en el Campionat Mundial de League of Legends 2018 amb una representació en viu de realitat augmentada de la seva primera cançó, Pop/Stars. Un vídeo musical de la cançó pujada a YouTube posteriorment es va tornar viral, superant els 100 milions de visites en un mes, i aconseguint 400 milions de visites fins al dia d'avui.
Aquest fenomen seguiria amb la publicació d'un EP en 2020 titulat "All Out", que incloïa 5 noves cançons, inclòs el senzill "The Baddest" i el senzill principal "More", que posteriorment va rebre un vídeo musical amb més de 100 milions de visites a juliol de 2021.
La concepció de K/DA es basa en el desig expressat de Riot de crear més contingut musical en el futur, amb els personatges triats sobre la base d'arquetips K-pop, però el grup va ser creat per a promoure el League of Legends World Championship i per a vendre cosmètics K/DA dels personatges en el videojoc League of Legends.

## Aparicions
K/DA es va donar a conèixer en la Cerimònia d'Obertura del Campionat Mundial de League of Legends 2018, celebrada en Incheon el 3 de novembre de 2018, amb el llançament del seu single de debut, "Pop/Stars". És una cançó bilingüe amb influències tant del K-pop com del pop americà, amb veus en anglès de Beer i Burns, i en coreà de Soyeon i Miyeon. Durant la cerimònia, Beer, Burns, Miyeon i Soyeon van interpretar "Pop/Stars" en l'escenari, mentre les versions de realitat augmentada dels personatges als quals posaven veu cantaven i ballaven al costat d'elles. Les versions de realitat augmentada dels personatges podien realitzar actes que un humà no podria aconseguir, com que Ahri volés sobre l'escenari.
Viranda Tantula, la directora creativa del projecte, va escriure que "ens vam proposar fer que la cerimònia fos un moment de "llegendaria" per als jugadors, en la qual la fantasia dels campions estigués en el món real d'una manera autèntica i que pogués conviure amb altres en les seves verticals (és a dir, la cançó havia d'estar a l'altura d'altres cançons pop, l'actuació havia d'estar a l'altura d'altres actuacions, etc.)" El vídeo musical oficial de la cançó es va publicar en YouTube el mateix dia.

Segons Sebastien Najand, compositor de "Pop/Stars", al principi es va provar una maqueta totalment en anglès, seguida d'una versió amb bastant més coreà. Al final, Najand va dir que "volíem que fos una mescla de pop occidental i K-Pop". Patrick Morales, el director creatiu del vídeo musical "Pop/Stars", va dir que volia que K/DA existís "en algun lloc entre la fantasia i la realitat" L'equip no estava segur inicialment del tipus de música que seria més adequat per al grup, a causa de la quantitat de varietat dins del gènere de la música pop. Al final, es van decidir per un tema més basat en un grup d'ídols, en favor d'una cosa "moderna i avantguardista" que combinés "una mica d'estil de carrer amb un toc artesanal".

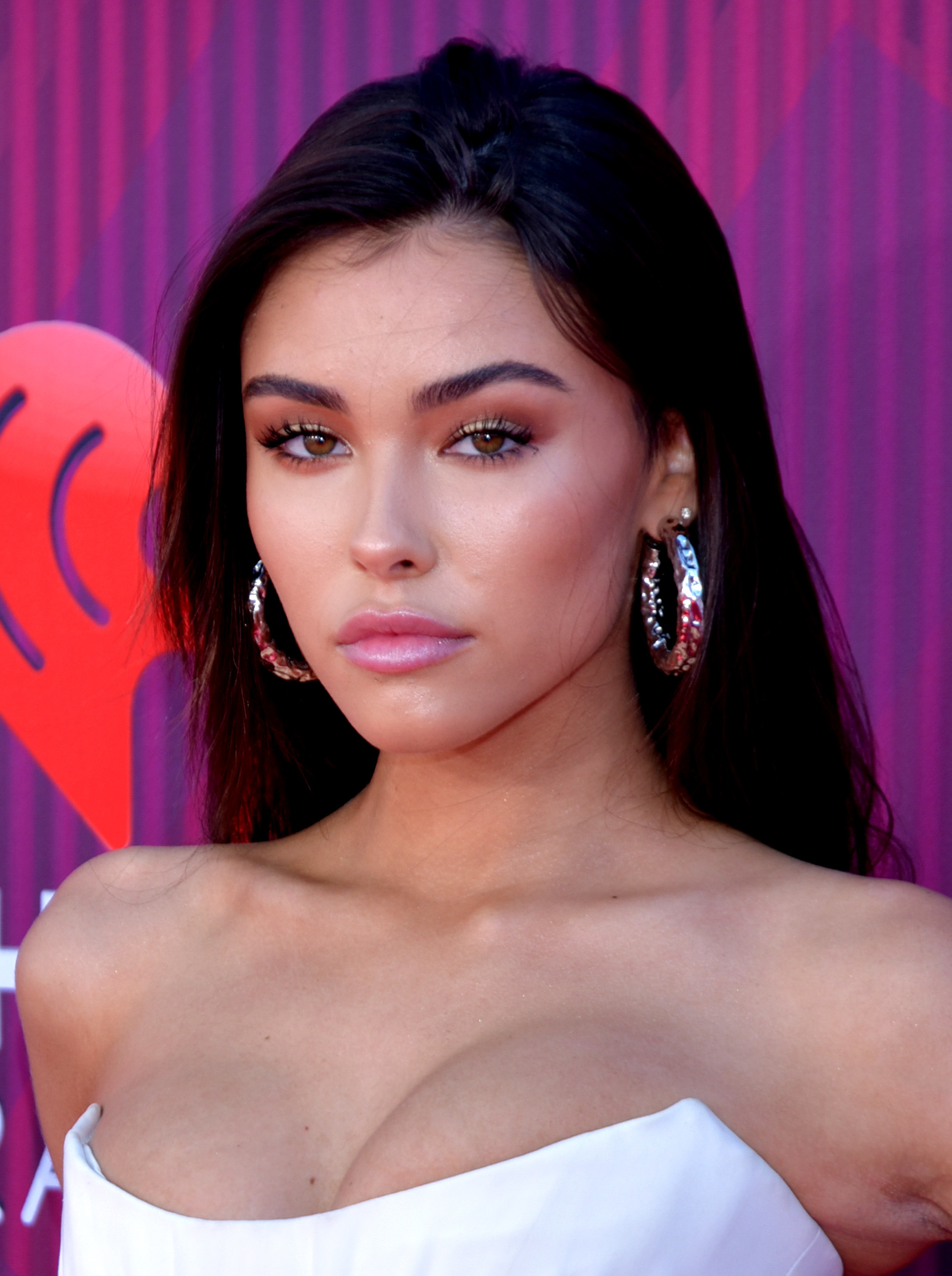
La cantant estatunidenca Madison Beer, que li posa veu a Evelynn.

### A League of Legends
Les aparences de K/DA d'Ahri, Akali, Evelynn i Kai'Sa, que representen als personatges tal com apareixen en la banda, estan disponibles per a la seva compra en League of Legends. Les aparences en el joc són només per a fins cosmètics, i costen 1350 punts Riot (els punts Riot són la moneda del joc de League of Legends), la compra dels quals costa al voltant de 10 dòlars. Els skins de prestigi només es poden aconseguir completant missions especials en el joc. La popularitat de K/DA en 2018 va portar a Riot a llançar nous skins inspirats en el seu art en 2020.

## Concepció i creació
El nom "K/DA" és un terme del joc en League of Legends que fa referència als assassinats, les morts i les assistències d'un jugador.
Segons Tantula, "creiem que hi ha un gran solapament entre League of Legends, els esports electrònics en general i la indústria de la música", i com a resultat, van invertir "en la creació d'un equip musical intern amb un estudi creatiu centrat en l'artista, ple de compositors, lletristes i productors, així com persones que poden realitzar tots els serveis que es veurien en un segell musical estàndard, com la distribució, A&R i la promoció." Patrick Morales (responsable creatiu del vídeo musical de Pop/Stars), Janelle Jiménez (dissenyadora principal dels skins de K/DA) i Toa Dunn (directora del Riot Music Group) van ser els principals creadors de K/DA. Els balls van ser coreografiados per Ellen Kim, Bailey Sok, Stevie Vaig daurar i Eileen Harman Per a cantar "Pop/Stars", Madison Beer es va incorporar aviat, i Jaira Burns li va seguir. Com molts en Riot eren fans de (G)I-dle i els agradava "l'actitud que aportaven a la cançó, especialment la secció de rap", Miyeon i Soyeon també es van incorporar.

## Membres[5]
Els membres de K/DA són quatre personatges del videojoc League of Legends:
Ahri (amb lles veus de Miyeon, Nayeon, Sana, Jihyo, Chaeyoung, Bekuh BOOM i Annika Wells) és una maga guineu de nou cues, i un dels personatges més populars. En la història, és una Vastaya, una raça quimèrica de criatures bestials humanoides, en el cas d'Ahri una guineu. En K/DA, Ahri és la líder i fundadora de K/DA, així com una de les principals vocalistes juntament amb Evelynn. La seva cançó en solitari va ser "I'll Show You".
Akali (amb la veu cantant de Soyeon) és una assassina ninja. En la història, Akali procedeix de Jònia i formava part de l'Ordre Kinkoku sota el comandament del seu gran mestre Shen. Després de ser testimoni de les atrocitats comeses per Noxus i de la resposta continguda de la Kinkoku a la invasió de Jònia, va abandonar l'Ordre per a defensar la seva pàtria de manera directa, convertint-se en una ninja renegada. En K/DA, Akali és la principal rapera del grup. Soyeon va dir que va intentar "sentir-se com Akali i moure's com si fos Akali" durant la captura de moviments per a "Pop/Stars". Akali també és membre de True Damage, un altre grup virtual format per personatges de League of Legends.
Evelynn (amb les veus de Madison Beer, Bea Miller i Kim Petras) és una sàdica dimoni primordial que adopta formes que atreuen a les seves víctimes. En el moment de major plaer del seu objectiu, deslliga la seva veritable forma i s'aprofita del seu sofriment. En K/DA, Evelynn és una de les cantants principals juntament amb Ahri. La seva cançó en solitari és "Villain". Algunes dades sobre Evelynn en l'univers K/DA: És coneguda per la seva visió intransigent, la seva rica veu i la seva actitud de "noia dolenta". Abans de K/DA, va tenir desavinences en altres grups musicals abans tornar a connectar amb Ahri per a crear K/DA. Evelynn és molt misteriosa pel que fa a la seva dieta i els seus entrenaments i sol negar-se a comentar la seva rutina. Se l'ha relacionat sentimentalment amb diverses celebritats masculines desaparegudes, però mai ha confirmat una relació. Evelynn ha declarat que s'inspira en Karthus (un altre personatge jugable de League of Legends que protagonitza el grup musical Pentakill).
Kai'Sa (amb les veus de Jaira Burns, Wolftyla, Aluna i Bekuh BOOM) és la filla d'un altre campió, Kassadin, que es va perdre en "el Buit", un pla d'existència alternatiu connectat a Runaterra i ple d'horrors indescriptibles enmig del no-res i la foscor. Per a sobreviure, es va fusionar amb un "Voidborn", convertint-se ella mateixa en un depredador suprem i, des de llavors, ha tornat notablement menys humana. En K/DA, Kai'Sa és la principal ballarina del grup. També rapeja en "The Baddest" i "More", i canta en "Pop/Stars".

### Invitat especial
Seraphine (amb les veus de Lexie Liu i Jasmine Clarke) és una noia que tot el seu caràcter i habilitats es basen en la música. En l'univers de League of Legends, és una superestrella de la cançó a la ciutat de Piltover amb el seu escenari flotant. En l'univers K/DA, és una xinès-estatunidenca que viu a Los Angeles i canta en anglès i en xinès. Després que la seva manera de cantar en les xarxes socials cridés l'atenció de les membres de K/DA, va col·laborar en la cançó "More" de K/DA de 2020 i va ajudar a produir el primer disc de K/DA, All Out. Seraphine no és un membre permanent de K/DA, i es desconeix si tornarà a aparèixer en l'univers K/DA. En el món real, té un Instagram i un compte de Twitter que detalla els seus inicis com a artista indie fins a convertir-se en una estrella del pop.